# Пеллегріні (округ)
Округ Пеллегрі́ні (ісп. Pellegrini) — адміністративно-територіальна одиниця 2-ого рівня у провінції Буенос-Айрес в центральній Аргентині. Адміністративний центр округу — Пеллегріні (ісп. Pellegrini).
Населення округу становить 5887 осіб (2010). Площа — 1820 кв. км.

## Історія
Округ заснований у 1907 році.

## Населення
У 2010 році населення становило 5887 осіб. З них чоловіків — 2916, жінок — 2971.

## Політика
Округ належить до 6-ого виборчого сектору провінції Буенос-Айрес.